# Union Road
Union Road est un village de l'Île-du-Prince-Édouard, au Canada. La municipalité a été incorporée en 1977.
Située dans le canton du lot 33, Union Road est l'une des nombreuses collectivités formant une ceinture verte entourant la ville de Charlottetown. 

## Démographie
| 2001 | 2006 | 2011 | 2016 |
| ---- | ---- | ---- | ---- |
| 235  | 245  | 235  | 204  |